# Jimsar
Jimsar (en mongol: Жимасар, romanizado: Jimasar, lit. 'río de playa de grava'; en chino, 吉木萨尔; pinyin, Jímùsà'r) es un condado bajo la administración directa de la Prefectura Changji en la Región autónoma de Sinkiang, República Popular China. Su área es de 8140 km² y su población total para 2010 superó los 113 mil habitantes.

## Administración
Desde marzo de 2023, el condado Jimsar se divide en 9 pueblos que se administran en 6 poblados y 3 villas.